# وحيدات الخلية الجليدية الجامدة
وحيدات الخلية الجليدية الجامدة (الاسم العلمي: Glaciimonas immobilis) هي نوع من البكتيريا، سلبية الغرام، تتبع جنس وحيدات الخلية الجليدية.